# Kōken Nosaka
Kōken Nosaka (jap. 野坂浩賢 Nosaka Kōken; ur. 17 września 1924, zm. 18 kwietnia 2004) - polityk japoński.
Prawnik, wieloletni działacz Partii Socjalistycznej. W 1994 był współtwórcą układu politycznego, który umożliwił powołanie stabilnego gabinetu w kryzysowej sytuacji politycznej. Współzakładał koalicję socjalistów, Partii Liberalno-Demokratycznej oraz partii Sakigake. Na czele rządu stanął po raz pierwszy od 1948 socjalista, Tomiichi Murayama. Jednocześnie przerwany został prawie 40-letni okres rządów Partii Liberalno-Demokratycznej.
Nosaka objął w gabinecie Murayamy tekę ministra budownictwa, a od 1995 szefa gabinetu premiera i rzecznika rządu. Przyszło mu sprawować funkcje w trudnym okresie: trzęsienie ziemi w Kobe w styczniu 1995 pochłonęło ponad 6 tys. ofiar, a w marcu 1995 miał miejsce gazowy atak terrorystyczny w tokijskim metrze.
Odszedł z życia politycznego w 1996. Do parlamentu był wybierany siedmiokrotnie (od 1972).